# کریستین هاستورف
کریستین هاستورف (انگلیسی: Christine Hastorf؛ زادهٔ ۱ ژانویهٔ ۱۹۵۰) باستان‌شناس، استاد دانشگاه، انسان‌شناس، و پژوهشگر است.